# Provincia del Golfo
La  provincia del Golfo  è una provincia della Papua Nuova Guinea appartenente alla Regione di Papua.

## Geografia antropica

### Suddivisioni amministrative
La provincia è suddivisa in distretti, che a loro volta sono suddivisi in aree di governo locale (Local Level Government Areas).
| Distretto           | Capoluogo | Aree LLG             |
| ------------------- | --------- | -------------------- |
| Distretto di Kerema | Kerema    | Central Kerema Rural |
| Distretto di Kerema | Kerema    | East Kerema Rural    |
| Distretto di Kerema | Kerema    | Kaintiba Rural       |
| Distretto di Kerema | Kerema    | Kerema Urban         |
| Distretto di Kerema | Kerema    | Kotidanga Rural      |
| Distretto di Kerema | Kerema    | Lakekamu-Tauri Rural |
| Distretto di Kikori | Kikori    | Baimuru Rural        |
| Distretto di Kikori | Kikori    | East Kikori Rural    |
| Distretto di Kikori | Kikori    | Ihu Rural            |
| Distretto di Kikori | Kikori    | West Kikori Rural    |